# Ropojady
Ropojady – czechosłowacki pseudodokument z 1988 roku.

## Występują
- Lubomír Beneš
- Ivo Kašpar
- Emil Nedbal
- Jiří Němec
- Jan Rokyta

## Fabuła
Film przedstawia badania nad ropojadem – ropuchą, która żywi się ropą naftową i jej pochodnymi.